# IC 3389
IC 3389 es una galaxia elíptica en la constelación de Coma Berenices.  Se encuentra a una distancia de 1,63 gigaaños luz y tiene una velocidad de desplazamiento al rojo de z=0,1267.  Es el tercer objeto más distante del Catálogo Índice.  Al estar situada en el hemisferio celeste norte es más fácil ser visualizada desde el hemisferio norte. Este objeto fue descubierto por Max Wolf el 23 de marzo de 1903.